# Tawatinaw (Alberta)
Tawatinaw est un hameau (hamlet) du Comté de Westlock, situé dans la province canadienne d'Alberta.

## Démographie
En tant que localité désignée dans le recensement de 2011, Tawatinaw a une population de 10 habitants dans 4 de ses 5 logements, soit une variation de 0.0% par rapport à la population de 2006. Avec une superficie de 0,072 4 km2, le hameau possède une densité de population de 138,121 5 hab/km2 en 2011.
Concernant le recensement de 2006, Tawatinaw abritait 10 habitants dans 5 de ses 5 logements. Avec une superficie de 0,072 4 km2, le hameau possédait une densité de population de 138,1 hab/km2 en 2006.